# Triệu Nguyên, Đakrông
Triệu Nguyên là một xã cũ thuộc huyện Đakrông, tỉnh Quảng Trị, Việt Nam.
Xã Triệu Nguyên có diện tích 51,69 km², dân số năm 1999 là 1.870 người, mật độ dân số đạt 36 người/km².

## Hành chính
Xã Triệu Nguyên được chia thành 2 thôn: Xuân Lâm, Na Nẫm.
Ngày 16 tháng 6 năm 2025, Ủy ban Thường vụ Quốc hội ban hành Nghị quyết số 1680/NQ-UBTVQH15 về việc sắp xếp các đơn vị hành chính cấp xã của tỉnh Quảng Trị năm 2025. Theo đó, sắp xếp toàn bộ diện tích tự nhiên, quy mô dân số của các xã Triệu Nguyên, xã Ba Lòng thành xã mới có tên gọi là xã Ba Lòng.